# Peter Grünberg
Peter Grünberg (n. 18 mai 1939, Plzeň, Protectoratul Boemiei și Moraviei – d. 7 aprilie 2018, Jülich, Renania de Nord-Westfalia, Germania) a fost un fizician german, laureat al Premiului Nobel pentru Fizică în 2007, împreună cu Albert Fert, pentru descoperirea magnetorezistenței gigantice.